# Луций Корнелий Сула Феликс (консул 33 г.)
Луций Корнелий Сула Феликс (на латински: Lucius Cornelius Sulla Felix) e сенатор и политик на ранната Римска империя.

## Биография
Луций е потомец на Сула. Баща му Корнелий Сула Феликс e сенатор и арвал.
През 33 г. Сула Феликс е консул заедно с бъдещия император Сервий Сулпиций Галба. Суфектконсули тази година стават Луций Салвий Отон и Гай Октавий Ленат.